# BOAB (estilo escultórico)

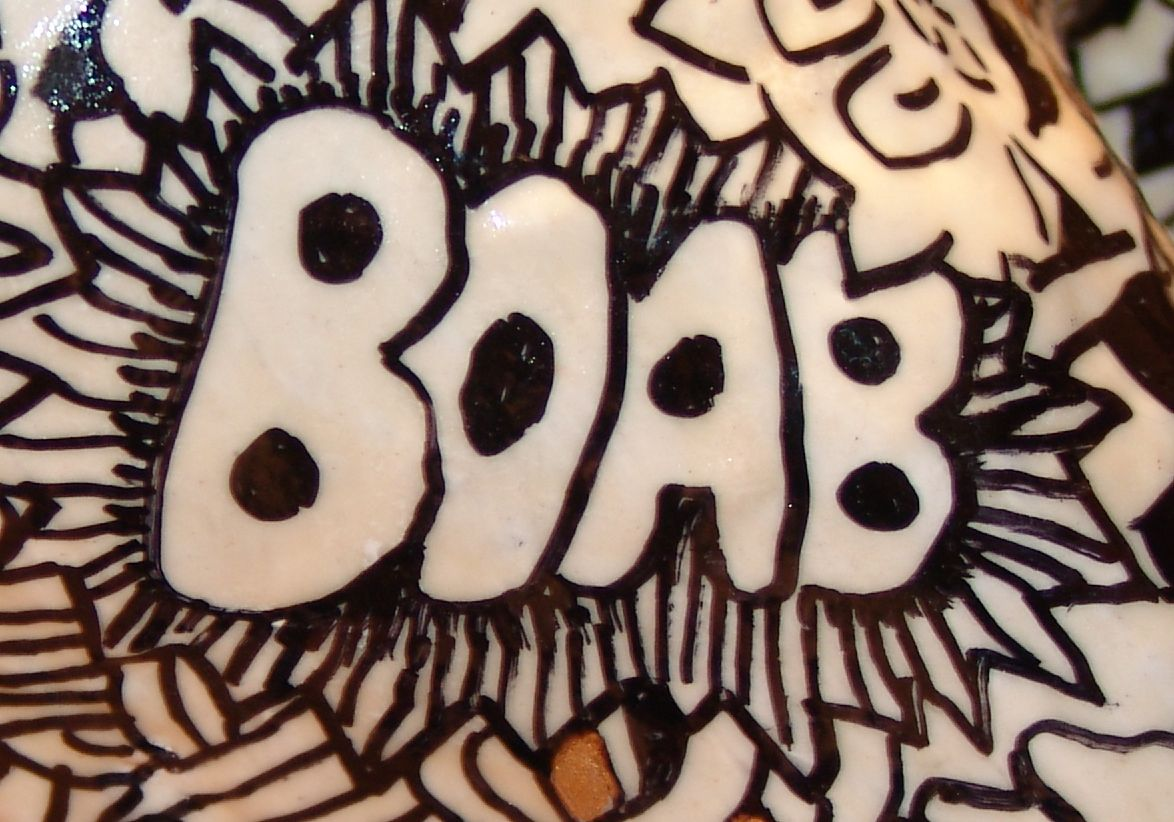
Logo del BOAB tatuado sobre una escultura

Boab es el término definitorio de un estilo artístico descendiente del Imperio romano durante el cual existía la tendencia hacia el tatuaje. de piezas, vasijas, escultura etc… 
Las practica es tatuar a las esculturas consiguiendo un efecto en donde se mixtionan escultura, dibujo y pintura a la vez, de este modo los trabajos puede ser contemplados tanto su estética morfológica, pictórica así como el trazo del dibujo en formas tatuadas sobre la pieza.

## Influencia Goyesca

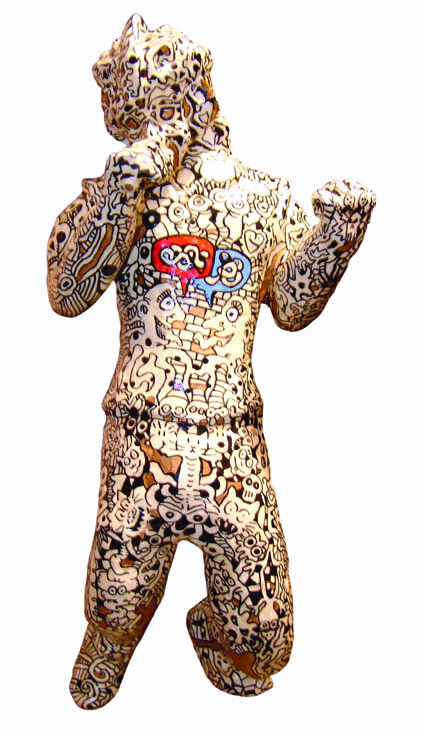
Escultura BOAB tatuada.

Esta práctica artística continúa bajo el enfoque de la obra de Goya. 
Pedro Bosco Barbastro (Huesca) España y Javier Ábrego (Zaragoza) España, estudiosos de esta disciplina enfocan sus trabajos hacia esta técnica consistente en la creación de esculturas figurativas e irrealistas, son trabajos de investigación llevados a cabo recientemente, y confirman que la técnica es perenne como así lo demuestran la fórmula productiva de los trabajos actuales donde el proceso creativo mixto para Boab permite la libertad creativa adaptada a los tiempos.